# アイヴァン・ライトマン
アイヴァン・ライトマン（英語: Ivan Reitman, 1946年10月27日 - 2022年2月12日）は、チェコスロヴァキア生まれの映画監督、映画プロデューサー。

## 来歴
コマールノのユダヤ系の両親の間に生まれる。反ユダヤ主義を逃れてカナダに移住し、カナダで教育を受けた。
映画監督初期にはデヴィッド・クローネンバーグと共に働いたこともある。プロデューサー業にも忙しく、これまで『アニマル・ハウス』『ベートーベン』『キリング・ミー・ソフトリー』『プライベート・パーツ』などを手がけた。製作者としては『シベリア女収容所/悪魔のリンチ集団』 『ウイークエンド』といって刺激性の強い作品歴もある。 
ライトマンを一躍有名にしたのは、出世作となった『ゴーストバスターズ』である。『ゴーストバスターズ』のキャストであるビル・マーレイやハロルド・レイミスは『パラダイス・アーミー』に続いてのライトマン監督作品への出演となり、『ゴーストバスターズ』の脚本を持ちかけたダン・エイクロイドとともに「ライトマン一家」と呼ばれた。
息子のジェイソン・ライトマンも映画監督となった。
2022年2月12日、カリフォルニア州モンテシトの自宅で死去。75歳没。

## フィルモグラフィ

### 監督作品
- Foxy Lady (1971) - 監督
- Cannibal Girls (1973) - 監督・製作・原案
- ミートボール Meatballs (1979) - 監督
- パラダイス・アーミー Stripes (1981) - 監督・製作
- ゴーストバスターズ Ghost Busters (1984) - 監督・製作
- 夜霧のマンハッタン Legal Eagles (1987) - 監督・製作
- ツインズ Twins (1988) - 監督・製作
- ゴーストバスターズ2 Ghostbusters II (1989) - 監督・製作
- キンダガートン・コップ Kindergarten Cop (1990) - 監督・製作
- デーヴ Dave (1993) - 監督・製作
- ジュニア Junior (1994) - 監督・製作
- ファーザーズ・デイ Fathers' Day (1997) - 監督・製作
- 6デイズ/7ナイツ Six Days Seven Nights (1998) - 監督・製作
- エボリューション Evolution (2001) - 監督・製作
- Gガール 破壊的な彼女 My Super Ex-Girlfriend (2006) - 監督
- 抱きたいカンケイ No Strings Attached (2011) - 監督・製作
- ドラフト・デイ Draft Day (2014) - 監督

### 製作のみ
- アニマル・ハウス National Lampoon's Animal House (1978) - 製作
- ベートーベン Beethoven (1992) - 製作総指揮
- ベートーベン2 Beethoven's 2nd (1993) - 製作総指揮
- スペース・ジャム Space Jam (1996) - 製作
- プライベート・パーツ Private Parts (1997) - 製作
- キリング・ミー・ソフトリー Killing Me Softly (2002) - 製作総指揮
- アダルト♂スクール Old School (2003) - 製作総指揮
- ユーロトリップ EuroTrip (2004) - 製作総指揮
- ディスタービア Disturbia (2007) - 製作総指揮
- 恋する履歴書 Post Grad (2007) - 製作
- マイレージ、マイライフ Up in the Air (2009) - 製作
- 40男のバージンロード I Love You, Man (2009) - 製作総指揮
- CHLOE/クロエ Chloe (2009) - 製作
- ゲスト The Uninvited (2009) - 製作総指揮
- ヒッチコック Hitchcock (2012) - 製作
- ベビーシッターのモンスターハンティング・ガイド A Babysitter's Guide to Monster Hunting (2020) - 製作
- スペース・プレイヤーズ Space Jam: A New Legacy (2021) - 製作総指揮
- ゴーストバスターズ/アフターライフ Ghostbusters: Afterlife (2021) - 製作